# Razzie Award för sämsta regissör

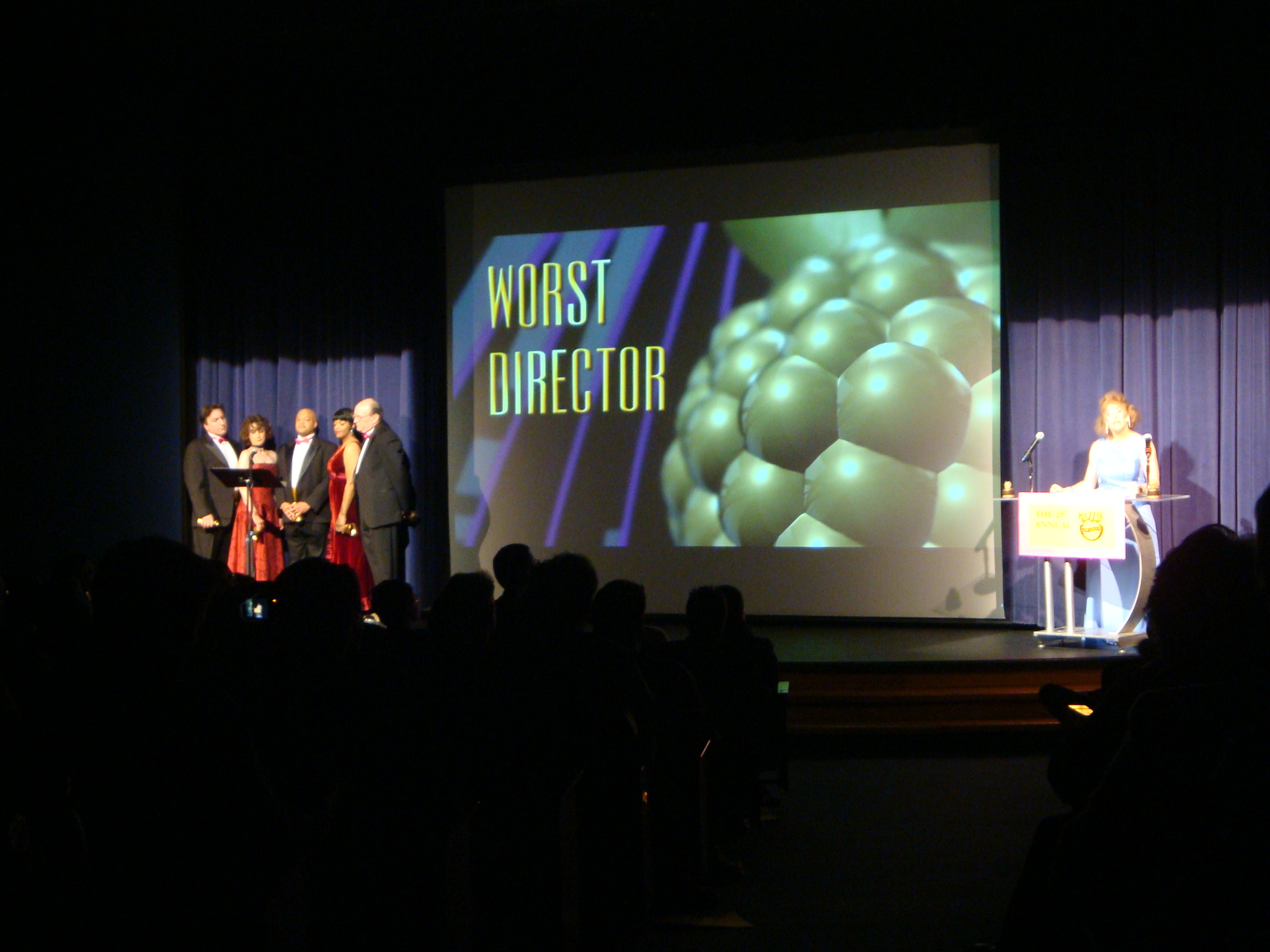
Sämsta regissör vid Razziegalan 2009.

Razzie Award för sämsta regissör (Golden Raspberry Award for Worst Director) är ett pris som delas ut av Golden Raspberry Awards till årets sämsta regissör. Priset har årligen delats ut sedan den första upplagan 1981.

## Vinnare och nominerade

### 1980-talet
| År                           | Regissör                              | Film                 |
| 1980 (1:a)                   |                                       |                      |
| ---------------------------- | ------------------------------------- | -------------------- |
| 1980 (1:a)                   | Robert Greenwald                      | Xanadu               |
| 1980 (1:a)                   | John G. Avildsen                      | Den hemliga formeln  |
| 1980 (1:a)                   | Brian De Palma                        | I nattens mörker     |
| 1980 (1:a)                   | William Friedkin                      | Lockbetet            |
| 1980 (1:a)                   | Sidney J. Furie och Richard Fleischer | The Jazz Singer      |
| 1980 (1:a)                   | Stanley Kubrick                       | The Shining          |
| 1980 (1:a)                   | Michael Ritchie                       | Fruktans ö           |
| 1980 (1:a)                   | John Trent                            | En tjej för mycket   |
| 1980 (1:a)                   | Nancy Walker                          | Can't Stop the Music |
| 1980 (1:a)                   | Gordon Willis                         | Mannen i mörkret     |
| 1981 (2:a)                   |                                       |                      |
| Michael Cimino               | Heaven's Gate                         |                      |
| John Derek                   | Tarzan - apmannen                     |                      |
| Blake Edwards                | S.O.B. - paniken i drömfabriken!      |                      |
| Frank Perry                  | Mommie Dearest                        |                      |
| Franco Zeffirelli            | Kärlek utan gräns                     |                      |
| 1982 (3:e)                   |                                       |                      |
| Delad vinst: Ken Annakin     | Pirate Movie                          |                      |
| Delad vinst: Terence Young   | Inchon                                |                      |
| Matt Cimber                  | Butterfly                             |                      |
| John Huston                  | Annie                                 |                      |
| Hal Needham                  | Megaforce                             |                      |
| 1983 (4:e)                   |                                       |                      |
| Peter Sasdy                  | The Lonely Lady                       |                      |
| Joe Alves                    | Hajen 3-D                             |                      |
| Brian De Palma               | Scarface                              |                      |
| John Herzfeld                | Two of a Kind                         |                      |
| Hal Needham                  | Undan för äss                         |                      |
| 1984 (5:e)                   |                                       |                      |
| John Derek                   | Bolero                                |                      |
| Bob Clark                    | Rhinestone                            |                      |
| Brian De Palma               | Body Double                           |                      |
| John Guillermin              | Sheena - djungelns drottning          |                      |
| Hal Needham                  | Cannonball Run II                     |                      |
| 1985 (6:e)                   |                                       |                      |
| Sylvester Stallone           | Rocky IV                              |                      |
| Richard Brooks               | Fever Pitch                           |                      |
| Michael Cimino               | Drakens år                            |                      |
| George P. Cosmatos           | Rambo – First Blood II                |                      |
| Hugh Hudson                  | Revolution                            |                      |
| 1986 (7:e)                   |                                       |                      |
| Prince                       | Under the Cherry Moon                 |                      |
| Jim Goddard                  | Shanghai Surprise                     |                      |
| Willard Huyck                | Ingen plockar Howard                  |                      |
| Stephen King                 | Maximum Overdrive                     |                      |
| Michelle Manning             | Blue City - Staden bortom lagen       |                      |
| 1987 (8:e)                   |                                       |                      |
| Delad vinst: Norman Mailer   | Hårda killar dansar inte              |                      |
| Delad vinst: Elaine May      | Ishtar                                |                      |
| James Foley                  | Who's That Girl                       |                      |
| Joseph Sargent               | Hajen 4                               |                      |
| Paul Weiland                 | Leonard Part 6                        |                      |
| 1988 (9:e)                   |                                       |                      |
| Delad vinst: Blake Edwards   | Sunset                                |                      |
| Delad vinst: Stewart Raffill | Min vän Mac                           |                      |
| Michael Dinner               | I full galopp                         |                      |
| Roger Donaldson              | Cocktail                              |                      |
| Peter MacDonald              | Rambo III                             |                      |
| 1989 (10:e)                  |                                       |                      |
| William Shatner              | Star Trek V - Den yttersta gränsen    |                      |
| John G. Avildsen             | Karate Kid III - man mot man          |                      |
| Jim Drake                    | Cannonball Run 3                      |                      |
| Rowdy Herrington             | Road House                            |                      |
| Eddie Murphy                 | Harlem Nights                         |                      |

### 1990-talet
| År                                              | Regissör                                  | Film                  |
| 1990 (11:e)                                     |                                           |                       |
| ----------------------------------------------- | ----------------------------------------- | --------------------- |
| 1990 (11:e)                                     | John Derek                                | En gång till älskling |
| 1990 (11:e)                                     | John G. Avildsen                          | Rocky V               |
| 1990 (11:e)                                     | Brian De Palma                            | Fåfängans fyrverkeri  |
| 1990 (11:e)                                     | Renny Harlin                              | Ford Fairlane         |
| 1990 (11:e)                                     | Prince                                    | Graffiti Bridge       |
| 1991 (12:e)                                     |                                           |                       |
| Michael Lehmann                                 | Höken är lös                              |                       |
| Dan Aykroyd                                     | Nothing but Trouble                       |                       |
| William A. Graham                               | Tillbaka till den blå lagunen             |                       |
| David Kellogg                                   | Cool as Ice                               |                       |
| John Landis                                     | Oscar                                     |                       |
| 1992 (13:e)                                     |                                           |                       |
| David Seltzer                                   | I örnens klor                             |                       |
| Danny DeVito                                    | Hoffa                                     |                       |
| John Glen                                       | Christopher Columbus - äventyraren        |                       |
| Barry Levinson                                  | Toys                                      |                       |
| Kenny Ortega                                    | Newsies                                   |                       |
| 1993 (14:e)                                     |                                           |                       |
| Jennifer Chambers Lynch                         | Boxing Helena                             |                       |
| Uli Edel                                        | Älska till döds                           |                       |
| Adrian Lyne                                     | Ett oanständigt förslag                   |                       |
| John McTiernan                                  | Den siste actionhjälten                   |                       |
| Phillip Noyce                                   | Sliver                                    |                       |
| 1994 (15:e)                                     |                                           |                       |
| Steven Seagal                                   | På farlig mark                            |                       |
| Lawrence Kasdan                                 | Wyatt Earp                                |                       |
| John Landis                                     | Snuten i Hollywood III                    |                       |
| Rob Reiner                                      | Snacka om rackartyg                       |                       |
| Richard Rush                                    | Color of Night                            |                       |
| 1995 (16:e)                                     |                                           |                       |
| Paul Verhoeven (accepterade priset personligen) | Showgirls                                 |                       |
| Renny Harlin                                    | Cutthroat Island                          |                       |
| Roland Joffé                                    | Passionens pris                           |                       |
| Frank Marshall                                  | Congo                                     |                       |
| Kevin Reynolds & Kevin Costner                  | Waterworld                                |                       |
| 1996 (17:e)                                     |                                           |                       |
| Andrew Bergman                                  | Striptease                                |                       |
| John Frankenheimer                              | Doktor Moreaus ö                          |                       |
| Stephen Frears                                  | Mary Reilly                               |                       |
| John Landis                                     | The Stupids                               |                       |
| Brian Levant                                    | Klappjakten                               |                       |
| 1997 (18:e)                                     |                                           |                       |
| Kevin Costner                                   | The Postman – budbäraren                  |                       |
| Jan de Bont                                     | Speed 2: Cruise Control                   |                       |
| Luis Llosa                                      | Anaconda                                  |                       |
| Joel Schumacher                                 | Batman & Robin                            |                       |
| Oliver Stone                                    | U-Turn                                    |                       |
| 1998 (19:e)                                     |                                           |                       |
| Gus Van Sant                                    | Psycho                                    |                       |
| Michael Bay                                     | Armageddon                                |                       |
| Jeremiah S. Chechik                             | Hämnarna                                  |                       |
| Roland Emmerich                                 | Godzilla                                  |                       |
| Alan Smithee (egentligen Arthur Hiller)         | An Alan Smithee Film: Burn Hollywood Burn |                       |
| 1999 (20:e)                                     |                                           |                       |
| Barry Sonnenfeld                                | Wild Wild West                            |                       |
| Jan de Bont                                     | The Haunting                              |                       |
| Dennis Dugan                                    | Big Daddy                                 |                       |
| Peter Hyams                                     | End of Days                               |                       |
| George Lucas                                    | Star Wars: Episod I – Det mörka hotet     |                       |

### 2000-talet
| År                                         | Regissör                                                             | Film              |
| 2000 (21:a)                                |                                                                      |                   |
| ------------------------------------------ | -------------------------------------------------------------------- | ----------------- |
| 2000 (21:a)                                | Roger Christian                                                      | Battlefield Earth |
| 2000 (21:a)                                | Joe Berlinger                                                        | Blair Witch 2     |
| 2000 (21:a)                                | Steven Brill                                                         | Little Nicky      |
| 2000 (21:a)                                | Brian De Palma                                                       | Mission to Mars   |
| 2000 (21:a)                                | John Schlesinger                                                     | Det näst bästa    |
| 2001 (22:a)                                |                                                                      |                   |
| Tom Green (accepterade priset personligen) | Freddy Got Fingered                                                  |                   |
| Michael Bay                                | Pearl Harbor                                                         |                   |
| Peter Chelsom (med Warren Beatty)          | Män & kvinnor                                                        |                   |
| Vondie Curtis-Hall                         | Glitter                                                              |                   |
| Renny Harlin                               | Driven                                                               |                   |
| 2002 (23:e)                                |                                                                      |                   |
| Guy Ritchie                                | Swept Away                                                           |                   |
| Roberto Benigni                            | Pinocchio                                                            |                   |
| Tamra Davis                                | Crossroads                                                           |                   |
| George Lucas                               | Star Wars: Episod II – Klonerna anfaller                             |                   |
| Ron Underwood                              | Pluto Nash                                                           |                   |
| 2003 (24:e)                                |                                                                      |                   |
| Martin Brest                               | Gigli                                                                |                   |
| Robert Iscove                              | From Justin to Kelly                                                 |                   |
| Mort Nathan                                | Boat Trip                                                            |                   |
| Andy Wachowski och Lana Wachowski          | The Matrix Reloaded / The Matrix Revolutions                         |                   |
| Bo Welch                                   | Katten                                                               |                   |
| 2004 (25:e)                                |                                                                      |                   |
| Pitof                                      | Catwoman                                                             |                   |
| Bob Clark                                  | Superbabies: Baby Geniuses 2                                         |                   |
| Renny Harlin och/eller Paul Schrader       | Exorcisten: Begynnelsen                                              |                   |
| Oliver Stone                               | Alexander                                                            |                   |
| Keenen Ivory Wayans                        | White Chicks                                                         |                   |
| 2005 (26:e)                                |                                                                      |                   |
| John Asher                                 | Dirty Love                                                           |                   |
| Uwe Boll                                   | Alone in the Dark                                                    |                   |
| Jay Chandrasekhar                          | The Dukes of Hazzard                                                 |                   |
| Nora Ephron                                | En förtrollad romans                                                 |                   |
| Lawrence Guterman                          | Maskens återkomst                                                    |                   |
| 2006 (27:e)                                |                                                                      |                   |
| M. Night Shyamalan                         | Lady in the Water                                                    |                   |
| Uwe Boll                                   | Blood Rayne                                                          |                   |
| Michael Caton-Jones                        | Basic Instinct 2                                                     |                   |
| Ron Howard                                 | Da Vinci-koden                                                       |                   |
| Keenen Ivory Wayans                        | Little Man                                                           |                   |
| 2007 (28:e)                                |                                                                      |                   |
| Chris Sivertson                            | I Know Who Killed Me                                                 |                   |
| Dennis Dugan                               | Härmed förklarar jag er Chuck och Larry                              |                   |
| Roland Joffé                               | Captivity                                                            |                   |
| Brian Robbins                              | Norbit                                                               |                   |
| Fred Savage                                | Kollopapporna                                                        |                   |
| 2008 (29:e)                                |                                                                      |                   |
| Uwe Boll                                   | In the Name of the King: A Dungeon Siege Tale / Postal / Tunnel Rats |                   |
| Jason Friedberg och Aaron Seltzer          | Disaster Movie / Meet the Spartans                                   |                   |
| Tom Putnam                                 | The Hottie and the Nottie                                            |                   |
| Marco Schnabel                             | Love Guru                                                            |                   |
| M. Night Shyamalan                         | The Happening                                                        |                   |
| 2009 (30:e)                                |                                                                      |                   |
| Michael Bay                                | Transformers: De besegrades hämnd                                    |                   |
| Walt Becker                                | Old Dogs                                                             |                   |
| Brad Silberling                            | Land of the Lost                                                     |                   |
| Stephen Sommers                            | G.I. Joe: The Rise of Cobra                                          |                   |
| Phil Traill                                | All About Steve                                                      |                   |

### 2010-talet
| År | Regissör                                                      | Film                          |
| 2010 (31:a) |                                                               |                               |
| --- | ------------------------------------------------------------- | ----------------------------- |
| 2010 (31:a) | M. Night Shyamalan                                            | The Last Airbender            |
| 2010 (31:a) | Jason Friedberg och Aaron Seltzer                             | Vampyrer suger                |
| 2010 (31:a) | Michael Patrick King                                          | Sex and the City 2            |
| 2010 (31:a) | David Slade                                                   | The Twilight Saga: Eclipse    |
| 2010 (31:a) | Sylvester Stallone                                            | The Expendables               |
| 2011 (32:a) |                                                               |                               |
| Dennis Dugan | Jack and Jill / Min låtsasfru                                 |                               |
| Michael Bay | Transformers: Dark of the Moon                                |                               |
| Tom Brady | Born to Be a Star                                             |                               |
| Bill Condon | The Twilight Saga: Breaking Dawn - Part 1                     |                               |
| Garry Marshall | New Year's Eve                                                |                               |
| 2012 (33:e) |                                                               |                               |
| Bill Condon | The Twilight Saga: Breaking Dawn - Part 2                     |                               |
| Sean Anders | That's My Boy                                                 |                               |
| Peter Berg | Battleship                                                    |                               |
| Tyler Perry | Good Deeds / Madea's Witness Protection                       |                               |
| John Putch | Atlas Shrugged: Part II                                       |                               |
| 2013 (34:e) |                                                               |                               |
| Elizabeth Banks, Steven Brill, Steve Carr, Rusty Cundieff, James Duffy, Griffin Dunne, Peter Farrelly, Patrik Forsberg, Will Graham, James Gunn, Bob Odenkirk, Brett Ratner och Jonathan van Tulleken | Movie 43                                                      |                               |
| Dennis Dugan | Grown Ups 2                                                   |                               |
| Tyler Perry | A Madea Christmas / The Marriage Counselor                    |                               |
| M. Night Shyamalan | After Earth                                                   |                               |
| Gore Verbinski | The Lone Ranger                                               |                               |
| 2014 (35:e) |                                                               |                               |
| Michael Bay | Transformers: Age of Extinction                               |                               |
| Darren Doane | Saving Christmas                                              |                               |
| Renny Harlin | The Legend of Hercules                                        |                               |
| Jonathan Liebesman | Teenage Mutant Ninja Turtles                                  |                               |
| Seth MacFarlane | A Million Ways to Die in the West                             |                               |
| 2015 (36:e) |                                                               |                               |
| Josh Trank | Fantastic Four                                                |                               |
| Andy Fickman | Paul Blart: Mall Cop 2                                        |                               |
| Tom Six | The Human Centipede III (Final Sequence)                      |                               |
| Sam Taylor-Johnson | Fifty Shades of Grey                                          |                               |
| Andy Wachowski och Lana Wachowski | Jupiter Ascending                                             |                               |
| 2016 (37:e) |                                                               |                               |
| Dinesh D'Souza och Bruce Schooley | Hillary's America: The Secret History of the Democratic Party |                               |
| Roland Emmerich | Independence Day: Återkomsten                                 |                               |
| Tyler Perry | Boo! A Madea Halloween                                        |                               |
| Alex Proyas | Gods of Egypt                                                 |                               |
| Zack Snyder | Batman v Superman: Dawn of Justice                            |                               |
| Ben Stiller | Zoolander 2                                                   |                               |
| 2017 (38:e) | Tony Leondis                                                  | The Emoji Movie               |
| 2017 (38:e) | Darren Aronofsky                                              | Mother!                       |
| 2017 (38:e) | Michael Bay                                                   | Transformers: The Last Knight |
| 2017 (38:e) | James Foley                                                   | Fifty Shades Darker           |
| 2017 (38:e) | Alex Kurtzman                                                 | The Mummy                     |